# Koop
Koop é um duo de jazz electrónico da Suécia. Os membros deste duo são Magnus Zingmark e Oscar Simonsson. Em 2003 receberam o Grammy sueco e o disco de ouro pelo seu terceiro álbum Koop Islands.
O seu som orquestral baseia-se na união de várias passagens de outras músicas até que estas formem um todo. Esta forma complexa de composição leva a que as suas músicas demorem algum tempo a ser elaboradas. Parte dos instrumentos utilizados são na realidade samples.

## Álbuns
- Sons of Koop (1997)
- Waltz for Koop (2001)
- Koop Islands (2006) (com as participações de Yukimi Nagano, Ane Brun, Rob Gallagher e Mikael Sundin)